# Сербинівська сільська рада (Гребінківський район)
Сербинівська сільська рада — колишній орган місцевого самоврядування у Гребінківському районі Полтавської області з центром у селі Сербинівка.

## Населені пункти
Сільраді були підпорядковані населені пункти:
- c. Сербинівка
- с. Грушківка
- с. Саївка